# Каррара, Альберто
Альбе́рто Карра́ра (итал. Alberto Carrara, более известный как Каррара или Кинг Каррара, род. 6 октября 1958 года, Бергамо, Италия) — итальянский певец, композитор, аранжировщик, музыкальный продюсер и диджей
.

## Биография
Родился в Бергамо, Италия. Каррара начал свою карьеру как диск-жокей в 15 лет. Являясь музыкантом-самоучкой в 1983 году он обретает первый успех, выпустив сингл «Disco King», а годом позже к нему пришёл главный успех благодаря его синглу «Shine On Dance», который сделал его победителем Фестивальбара в 1984 году. Большинство его синглов — инструментальные композиции в стиле итало-диско. Он продал более трёх миллионов копий своих композиций. В 90-е годы он начал активную продюсерскую деятельность совместно с музыкальным лейблом Disco Magic.

## Синглы
Наиболее известные синглы:
- 1983 — «Disco King»
- 1984 — «Shine on Dance»
- 1985 — «Ghibli»
- 1985 — «Welcome to the Sunshine»
- 1985 — «Follow Me»
- 1986 — «S.O.S. Bandido»
- 1987 — «Baby Dancer»
- 1992 — «You Get Me Down» (feat. Layla)